# Тома Дураков
Тома (Томо) Иванов Дураков (Дораков) е български революционер, деец на Вътрешната македоно-одринска революционна организация.

## Биография
Тома Дураков е роден през 1882/1883 година в град Енидже Вардар, тогава в Османската империя. Негов племенник е Тома Трайков. Завършва втори клас и работи като касапин. Междувременно се присъединява към ВМОРО и през 1907 година участва в голямото сражение в Ениджевардарското езеро заедно със Стоян Хаджиев, Въндо Гьошев и Христо Кърлев-Беляла срещу турски войски и гръцки андарти.
През Балканските войни е доброволец в Македоно-одринското опълчение в 1 отделна партизанска рота, 1 рота на 13 кукушка дружина, 1 рота на 3 солунска дружина, сборна партизанска рота на МОО. Убит е на 7 юли 1913 година в сражение на левия бряг на Вардар край Голак като четник при Ичко Димитров.